# Nya Zeelands damlandslag i sjumannarugby

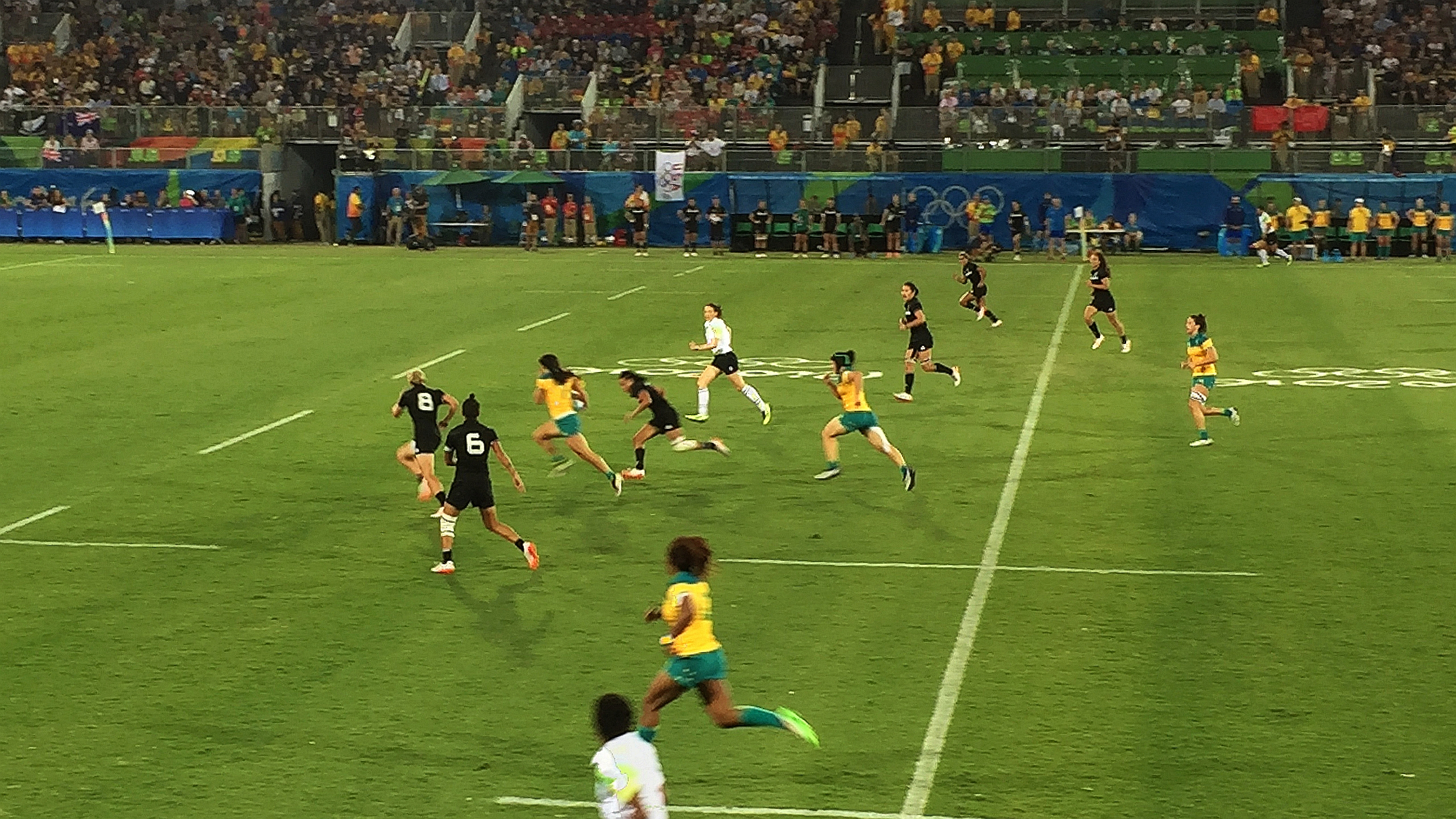
OS-finalen 2016.

Nya Zeelands damlandslag i sjumannarugby, även kända som Black Ferns Sevens, representerar Nya Zeeland i sjumannarugby på damsidan. Laget har deltagit i världsmästerskap i sjumannarugby sedan damer inkluderades 2009, då tog Nya Zeeland silvret, 2013 vann de turneringen. Laget har vunnit World Rugby Women's Sevens Series fyra gånger (2012–13, 2013–14, 2014–15 och 2016–17) och har sedan starten 2012 varit ett av "core"-lagen, vilka deltar i samtliga omgångar av turneringen.
Vid den första olympiska turneringen i sjumannarugby 2016 tog Nya Zeeland silver efter att ha förlorat finalen mot Australien med 17-24. Två år senare var det nyzeeländskornas tur att vinna den första damturneringen vid samväldesspelen 2018 där de slog Australien med 17-12 efter förlängning.